# Ottaviano Petrucci

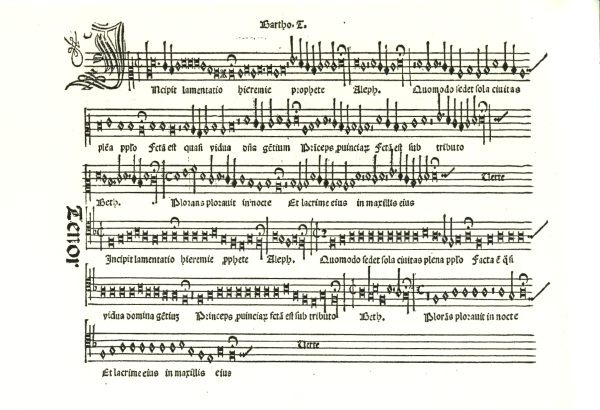
Partes de Superius/Tenor de las Lamentationum Jeremie... liber primus und secundus de Bartolomeo Tromboncino. Publicado en Venecia por O. Petrucci en 1506. [Civico Museo Bibliografico Musicale, Bologna].

Ottaviano Petrucci (Fossombrone, 1466 - Venecia, 1539) fue un fabricante de papel, impresor y editor italiano. Inventó el sistema de impresión de música por medio de tipos móviles. Con este sistema, en 1501 imprimió una colección de canciones polifónicas francoflamencas, Harmonice Musices Odhecaton, que fue la primera edición de música impresa de la historia. A ella le siguieron numerosas copias de música profana y religiosa. Aun hoy en día, una edición de Petrucci sigue siendo muy apreciada por su nítida impresión, y uno de los más hermosos objetos musicales que se puedan contemplar. Si bien el uso de la imprenta para la copia de partituras no se generalizó sino hasta el siglo XVII (por su mayor costo, en comparación con la copia a mano), el aporte de Petrucci a la difusión de la música es fundamental. El trabajo de ciertos compositores ha llegado a nosotros gracias a las recopilaciones de Petrucci, e importantes autores de la época como Josquin Des Prés, Bartolomeo Tromboncino o Antoine Busnoys constan también en sus ediciones.

## Datos biográficos
Nació en Fossombrone, y probablemente se educó en Urbino. Alrededor de 1490 se trasladó a Venecia para aprender el arte de la imprenta, y en 1498 presentó una petición ante el Dogo para tener durante los siguientes 20 años el derecho exclusivo de imprimir música. Este derecho muy probablemente se le concedió, ya que no se conocen ejemplares de música de otras imprentas venecianas antes de 1520. En 1501 imprimió su primer libro de música, con 96 chansons, el Harmonice Musices Odhecaton A (a veces denominado el Odhecaton), que es el primer ejemplo de música polifónica impresa. Luego se publicaron los volúmenes B y C. En 1507 publicó la primera tablatura para laúd de la historia. En los años siguientes continuó perfeccionando su técnica, y produjo nuevas ediciones y reimpresiones, en etapas de pocos meses hasta 1509, cuando su actividad se vio interrumpida por la guerra de la Liga de Cambrai contra Venecia; partió entonces hacia Fossombrone, donde reanudó sus actividades como impresor.
Dado que Fossombrone se hallaba dentro de los Estados Pontificios, Petrucci solicitó al papa León X una patente por el derecho exclusivo de imprimir música, que fue concedida por varios años; sin embargo, el Papa anuló la patente cuando Petrucci no pudo producir música para teclado, y la otorgó en su lugar a uno de sus competidores en Roma. El competidor que obtuvo el privilegio de impresión aparte de Petrucci en Roma, Andrea Antico, también se hizo cargo de su negocio de impresión en Venecia en 1520. Durante la década de 1520 Petrucci parece haberse ganado la vida con la gestión de una fábrica de papel.
En 1536 regresó a Venecia, a petición de las autoridades civiles de allí, a quienes ayudó en la impresión de textos griegos y latinos.

## Importancia

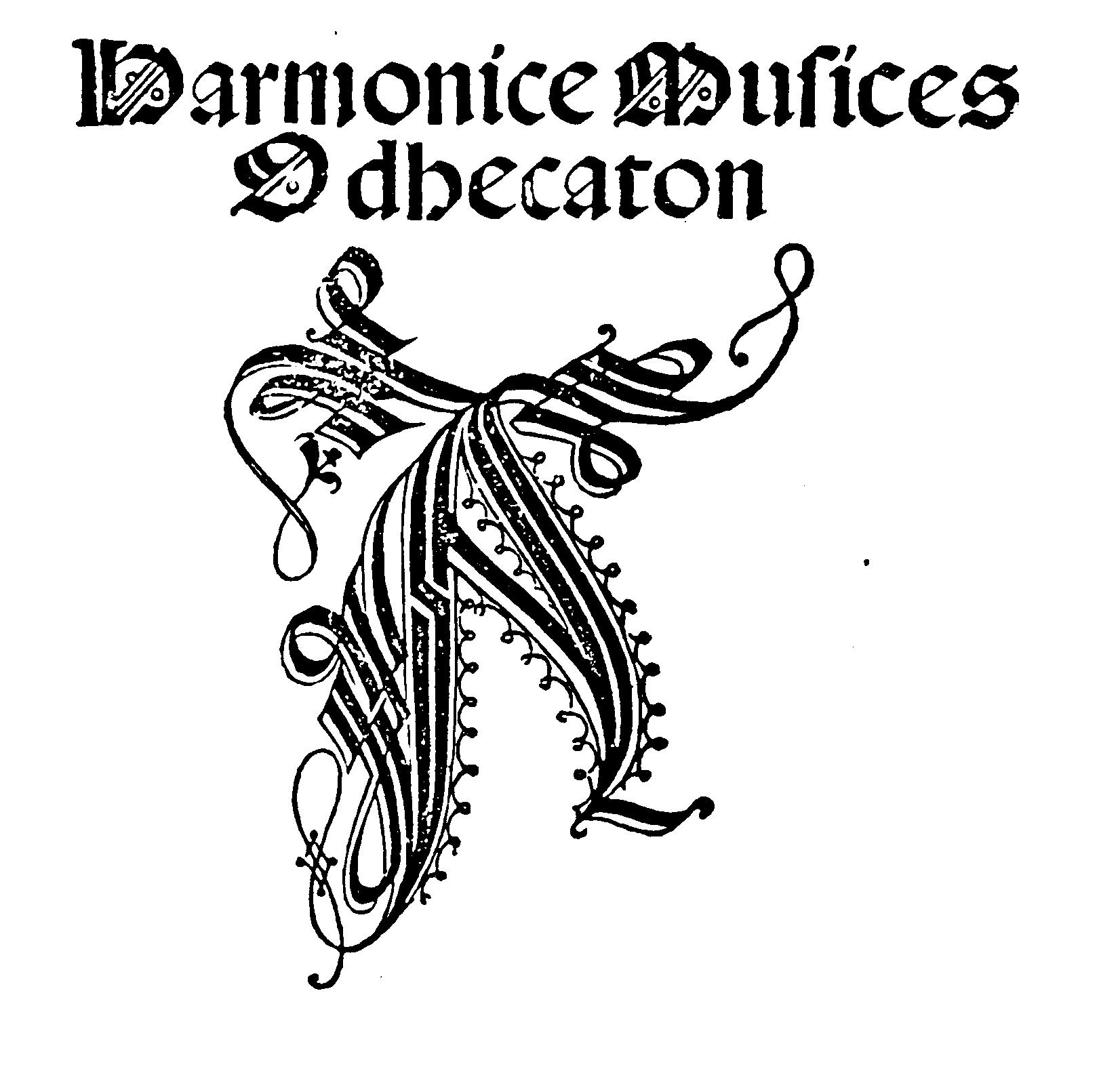
Portada de la obra Harmonice Musices Odhecaton, del año 1501.

Se conocen un total de 61 publicaciones de música hechas por Petrucci. Por mucho, el período más fructífero de su vida para la publicación de música fue el período entre 1501 y 1509, durante el cual se publicaron los tres volúmenes de canciones (el Odhecaton es el primero), 16 libros de misas, cinco libros de motetes, 11 antologías de frottole y seis libros de música para laúd. La última publicación data de 1520.
Si bien Petrucci no fue el primero en imprimir música (antes de 1500 se imprimieron una serie de obras litúrgicas con xilografías de música; la primera, el Gradual Constantiense, hacia 1473), Petrucci fue sin embargo el primer impresor que utilizó tipos móviles, el primer impresor en producir en cantidades, el primero cuya imprenta se dedicaba únicamente a la música y el responsable de la primera impresión de música polifónica, que fue el estilo predominante de la época.
La técnica de Petrucci requería tres impresiones (luego las redujo a dos): cada hoja de música pasaba a través de la prensa una vez para los pentagramas una para la música, y una vez para la letra. Para obtener la mayor precisión, se fijaban las hojas por las diagonales. Petrucci tuvo gran éxito en esta empresa, sus publicaciones son muy exactas y bellamente ejecutadas. En contraste, otras imprentas que seguían este método a veces desalineaban sus impresiones ligeramente, lo que podía provocar que las notas se imprimieran demasiado altas o demasiado bajas en el pentagrama (y, por lo tanto, irritantemente incorrectas para los ejecutantes). El método de Petrucci lo superaron pronto las innovaciones atribuidas a Pierre Attaignant, quien desarrolló y popularizó el método de impresión de una sola pasada en 1528.
La impresión de música hizo posible el desarrollo del primer estilo musical verdaderamente internacional desde la unificación del canto gregoriano en el siglo IX. La música impresa se trasladó a través de Europa durante la migración de los compositores francoflamencos desde sus lugares de origen, en los actuales Países Bajos, a Italia, Alemania, España, Polonia y otros; el estilo polifónico de la escuela francoflamenca se convirtió en una lengua internacional, con posteriores variantes regionales.
Actualmente, el Proyecto Biblioteca Internacional de Partituras Musicales (IMSLP, por sus siglas en inglés), también se conoce como Petrucci Music Library (Biblioteca Musical Petrucci), en su honor. También existe un tipo de letra al que se le ha puesto su nombre, y que se incluye en algún software de música.